# Colonia Fabricii, Timiș
Colonia Fabricii este un sat în comuna Tomești din județul Timiș, Banat, România. Se află în partea de est a județului, în Munții Poiana Ruscă, pe cursul superior al râului Bega Luncanilor. Este o așezare creată înainte de primul război mondial în jurul fabricii de sticlă de la Tomești.